# Lunario sentimental
Lunario sentimental es un poemario del escritor argentino Leopoldo Lugones publicado en 1909. Encuadrado, normalmente, en la corriente modernista, presenta también rasgos que anticipan el vanguardismo.
De enorme influencia en la posterior poesía escrita en el ámbito hispánico e influido por la poesía simbolista de Jules Laforgue, el Lunario de Lugones es una especie de recopilación poética de los síntomas producidos por la luna en un espíritu especialmente sensible y doliente. La interpretación puede ser en clave irónica o no. 
El libro presentan numerosos elementos que lo acercan a muchos de los presupuestos del vanguardismo, entre ellos la presencia de un punto de vista lúdico e intuitivo a lo largo de todos los poemas; el carácter creativo de los mismos, sin la función de expresión de sentimientos tradicional en la lírica; el interés en buscar nuevos modos literarios; la intención degradatoria de un elemento también tradicional como la luna; el léxico raro; y la diversidad de los niveles de la lengua utilizados.
Estilísticamente, se caracteriza por la profusión de metáforas y métricamente por el uso de un verso semilibre, con preferencia por los endecasílabos agrupados en estrofas tradicionales como cuartetos, tercetos, etc. 

## Fuente
- Jesús Benítez, «Introducción» a Leopoldo Lugones, Lunario sentimental, Cátedra, Madrid, 1994, págs. 11-97.

- Datos: Q5984860